# Mii-dera

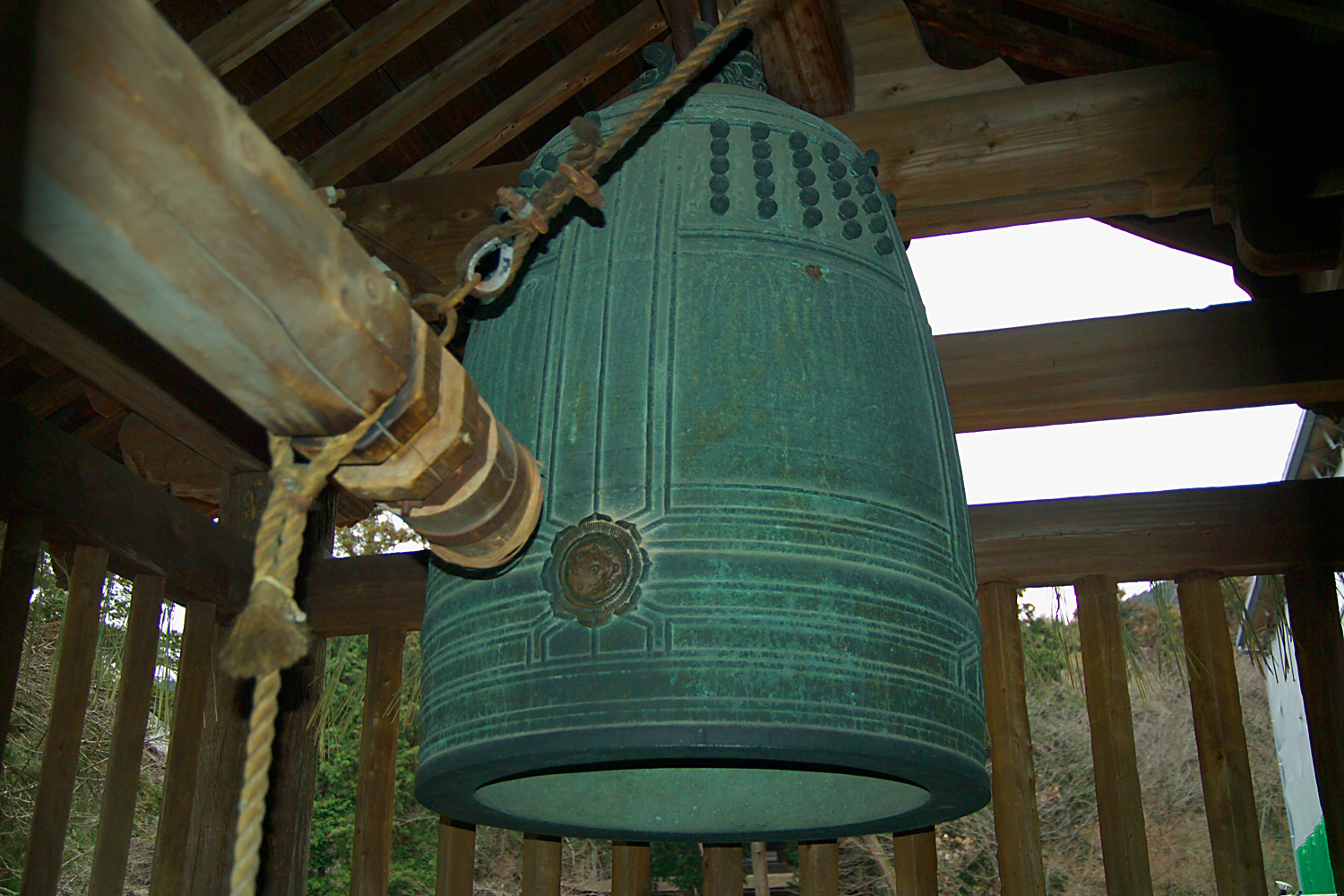
Mii-dera no Banshō (三井寺の晩鐘), la campana di Mii-dera (Tesoro Nazionale del Giappone)

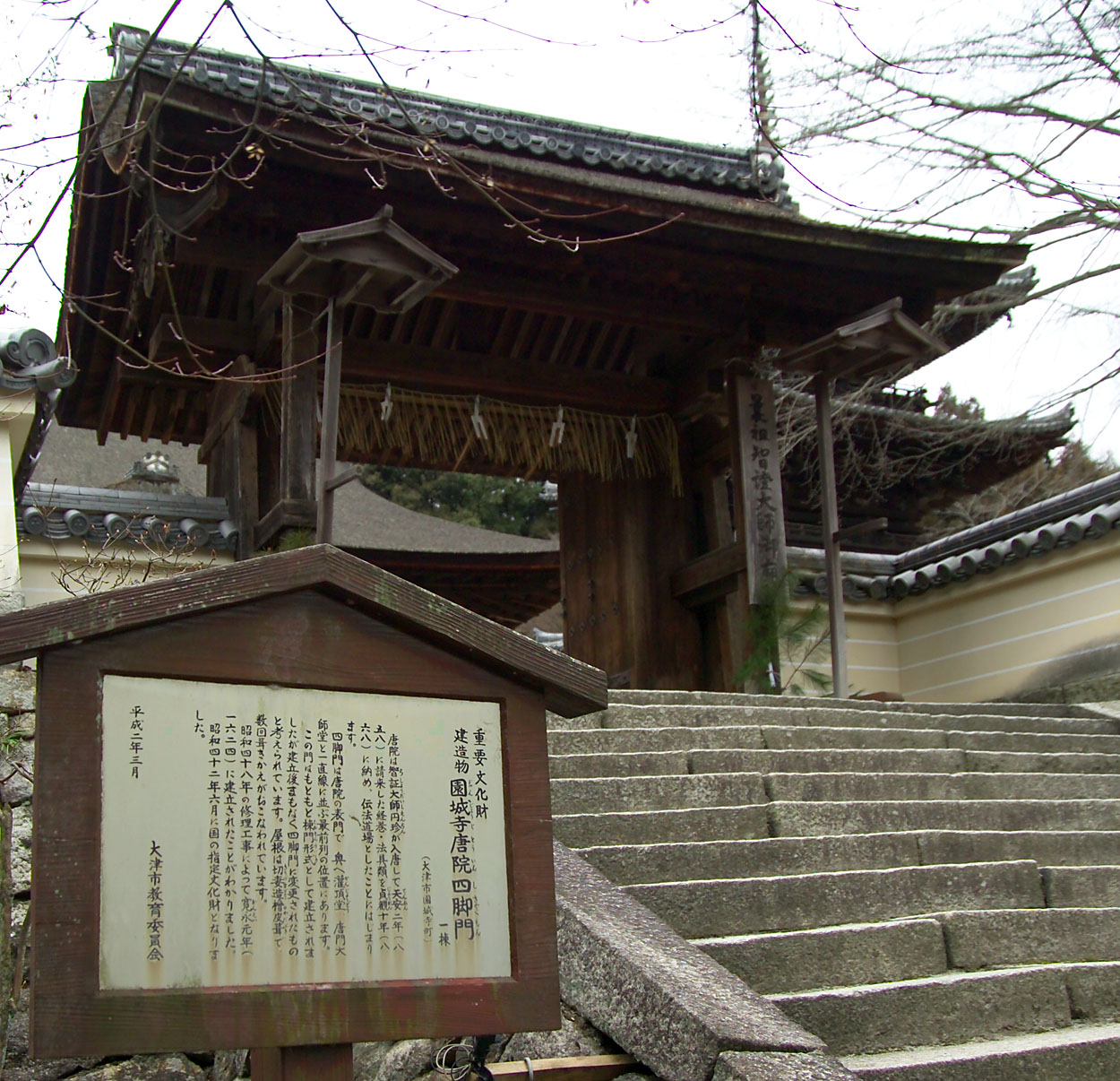
Lo Shikyaku-mon o "Porta a quattro zampe"

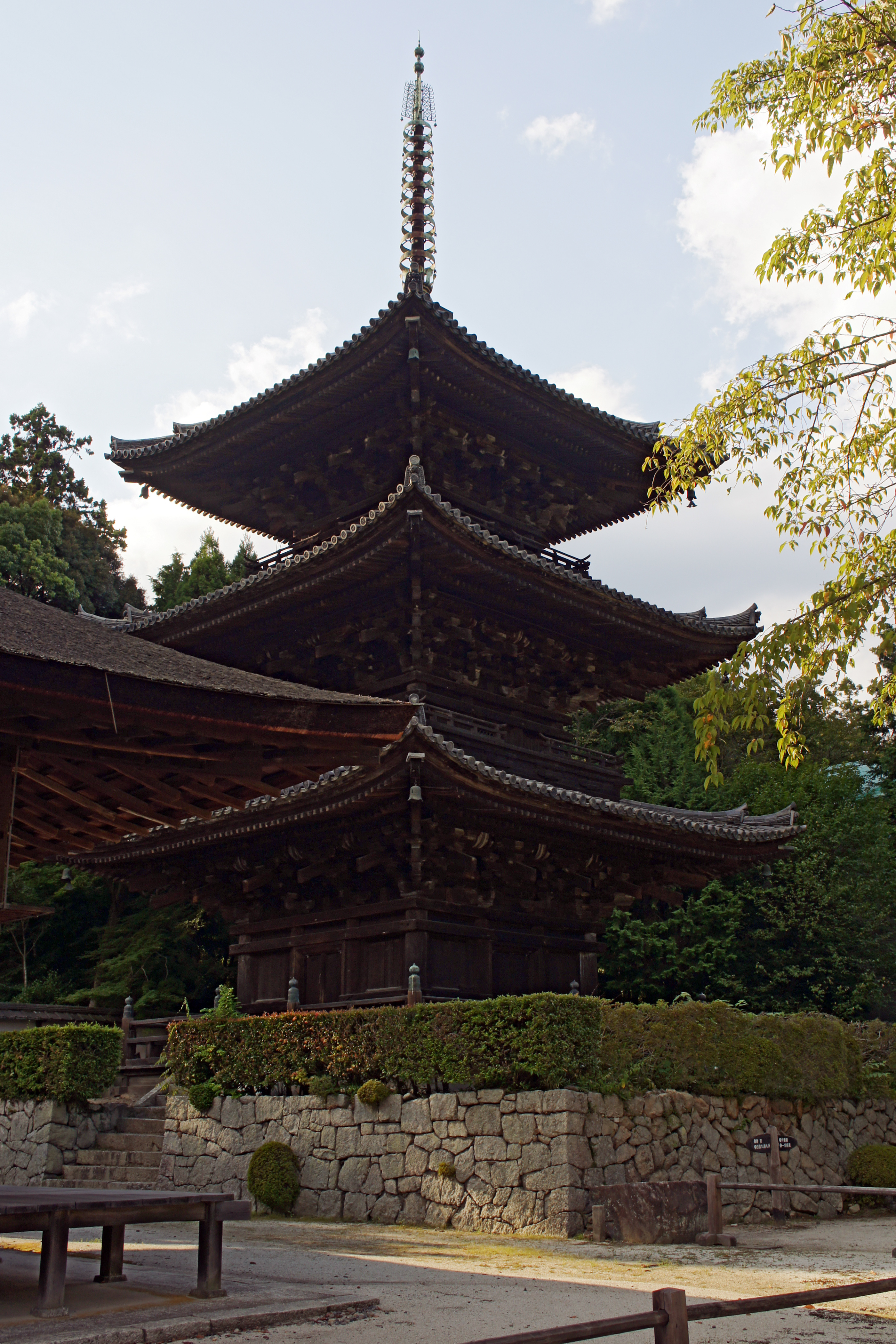
Pagoda a cinque piani

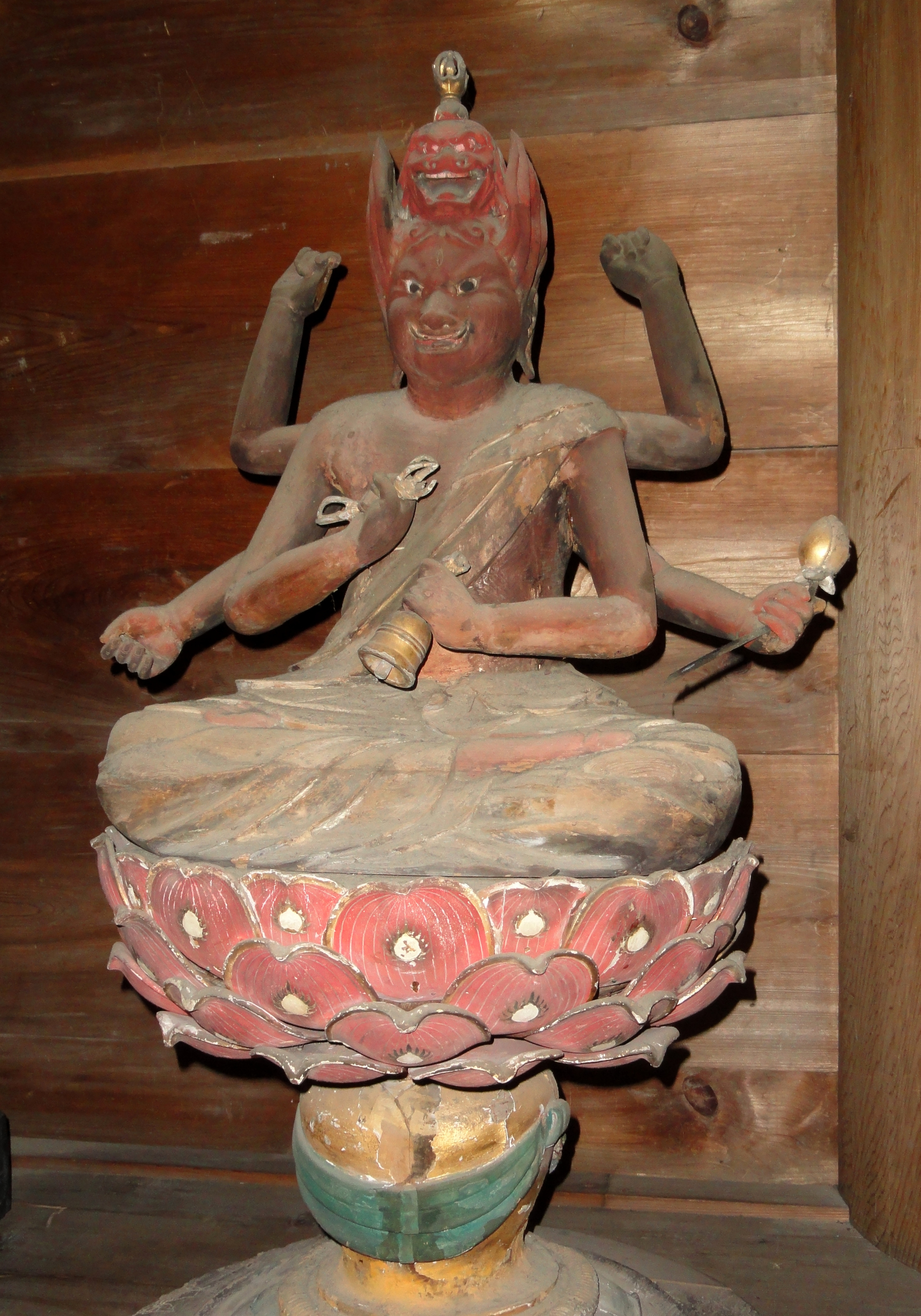
Aizen Myōō

Il Mii-dera (三井寺, 御井寺), il cui nome originale è Onjō-ji (園城寺), è un tempio buddista giapponese situato ai piedi del monte Hiei, nella città di Ōtsu nella prefettura di Shiga. Si trova a breve distanza da Kyoto e dal Lago Biwa, il lago più grande del Giappone. Tempio principale della setta Jimon del Buddismo Tendai, e in qualche modo un tempio gemello del tempio Enryaku-ji, situato in cima alla montagna. È uno dei quattro templi più grandi del Giappone. In tutto, il complesso Mii-dera comprende quaranta edifici.
Il Mii-dera è il quattordicesimo tempio del pellegrinaggio di Saigoku dedicato alla devozione di Kannon.

## Storia

### Fondazione
L'Onjō-ji fu fondato durante il periodo di Nara, nell'anno 672 dopo una disputa sulla successione al trono del crisantemo. L'imperatore Tenji era morto e suo figlio era stato ucciso dal fratello di Tenji, che in seguito salì al trono come imperatore Tenmu. Temmu fondò l'Onjō-ji in onore e memoria di suo fratello.
Circa due secoli dopo, il tempio fu ribattezzato Mii-dera, (letteralmente: “tempio dei tre pozzi”), da Enchin, uno dei primi abati della setta Tendai. Il nome deriva dalle sorgenti del tempio che venivano utilizzate per il bagno rituale dei neonati, e in onore degli imperatori Tenji e Tenmu e dell'imperatrice Jitō, che aiutarono a fondare il tempio. Oggi il kondō, o sala principale, ospita una sorgente di acqua sacra. Sotto Enchin, dall'859 fino alla sua morte nell'891, Mii-dera crebbero in potere e importanza, diventando infine, insieme al Tōdai-ji, al Kōfuku-ji e al Enryaku-ji, uno dei quattro templi preposti alla direzione spirituale e alla protezione della capitale. Fu durante questo periodo che l'Enryaku-ji e il Mii-dera si separarono, sviluppando così due ramificazioni della setta Tendai, chiamate Jimon e Sanmon. In generale, si trattava più di una rivalità geografica che di uno scisma ideologico, ma fu comunque un'intensa rivalità che peggiorò solo dopo la morte di Enchin.

### Setta Tendai
La rivalità divenne violenta nella seconda metà del X secolo, per una serie di nomine ufficiali ad altri templi e simili offese. Lo zasu (abate) di Enryaku-ji nel 970 formò il primo esercito permanente ad essere reclutato da un organismo religioso. Si può presumere che Mii-dera ne abbia stabilito uno molto presto. Nel 989, un ex abate di Mii-dera di nome Yokei sarebbe diventato abate di Enryaku-ji; ma nessuno dei monaci di Enryaku-ji avrebbe svolto servizi sotto la sua direzione perciò si dimise. Ma nel 993 i monaci di Mii-dera si vendicarono, distruggendo un tempio dove un tempo aveva vissuto Ennin, fondatore della setta Sanmon di Enryaku-ji. I monaci di Enryaku-ji si vendicarono, distruggendo più di 40 luoghi associati a Enchin. Alla fine, oltre 1.000 monaci della setta Jimon di Enchin fuggirono permanentemente a Mii-dera, cementando la divisione tra le due sette. Nel corso del X, XI e XII secolo continuarono a verificarsi incidenti simili, durante la nomina di abati (zasu), che coinvolsero molti sōhei, o monaci guerrieri. Mii-dera fu rasa al suolo dagli sōhei di Enryaku-ji quattro volte solo nell'XI secolo. Ci sono state, tuttavia, volte in cui i due templi si sono uniti contro un nemico comune, incluso un attacco al Kōfuku-ji a Nara nel 1081 (vendicando l'incendio del Mii-dera da parte dei monaci Kōfuku-ji quello stesso anno) e un attacco unito ancora a Nara nel 1117.

### Guerra Genpei
Alla fine del XII secolo, l'attenzione dei monaci del monte Hiei fu poi monopolizzata da un conflitto più importante: la Guerra Genpei. I clan Minamoto e Taira sostenevano due diversi eredi al trono, e nel giugno 1180 i Minamoto portarono il loro, il principe Mochihito, al Mii-dera, in fuga dai samurai Taira. Il Mii-dera chiese sostegno all'Enryaku-ji, ma quest'ultimo rifiutò (Taira no Kiyomori aveva dato loro ingenti doni di riso e seta per mantenerli neutrali). I monaci Mii-dera si uniscono quindi alle truppe di Minamoto e fuggono a Byōdō-in, una villa appartenuta al clan Fujiwara e convertito in monastero dai monaci di Mii-dera. Saranno poi sconfitti dai Taira nella prima Battaglia di Uji (1180).
Furioso per l'alleanza Mii-dera/Minamoto, Taira no Kiyomori ordina la distruzione del Mii-dera, così come di molti templi di Nara (Assedio di Nara) . I monaci Mii-dera combatterono di nuovo durante la Guerra Genpei, combattendo nel 1180 a fianco dei simpatizzanti Taira contro Minamoto no Yoshinaka che aveva invaso Kyoto, appiccarono il fuoco al tempio Hojuji e rapirono l'imperatore in pensione Go-Shirakawa (Assedio di Hōjūji).
Dopo la guerra ci fu un lungo periodo di relativa pace per i monaci, poiché i templi di Kyoto e Nara, compreso il Mii-dera, furono ricostruiti. Quando i templi riacquistarono influenza, le rivalità riemersero, anche se in realtà tra Mii-dera ed Enryaku-ji scoppiò poca o nessuna violenza.
Nel 1367, quando un novizio Mii-dera fu ucciso a un casello stabilito dal tempio Nanzen-ji, i monaci guerrieri Mii-dera furono inviati ad attaccarlo e quando le forze dello shogun furono inviate per porre fine al ribellione, scoprirono che i monaci di Mii-dera erano supportati da sōhei di Enryaku-ji e Kōfuku-ji . Un anno dopo, seguì un'altra battaglia sui commenti fatti dall'abate di Nanzen-ji, ei monaci Mii-dera ei loro alleati sconfissero ancora una volta le forze dello shogun.

### Periodo Sengoku e seguenti
Alla fine del XVI secolo, il tempio di Mii-dera, così come molti altri templi vicini, cercò alleanze per aumentare la sua forza militare (difensiva), così come la sua potenza militare. I territori delle famiglie Asai e Asakura erano molto vicini al monte Hiei, ma queste famiglie, così come altre con cui i templi si erano alleati, erano rivali di Oda Nobunaga. Queste due famiglie avevano subito gravi sconfitte per mano di Nobunaga e del suo capo generale Hideyoshi Toyotomi, così nel 1571 cercarono di stabilire un'alleanza più forte con i templi. Nello stesso anno, Nobunaga diede l'ordine di distruggere tutto sul monte Hiei, iniziando con la città di Sakamoto, ai piedi della montagna, fino a Enryaku-ji in cima. Gran parte del Mii-dera fu distrutto quando i monaci guerrieri persero contro il grande e ben addestrato esercito di samurai di Nobunaga.
Dopo questi attacchi, i monaci del monte Hiei ottennero finalmente una tregua e ricostruirono ancora una volta i loro templi. Da allora il Mii-dera non è mai stato attaccato o distrutto.

## Edifici e tesori
All'interno del kondō e dell'hondō (la sala principale e la sala del Buddha) di Mii-dera, ci sono almeno sei statue del Buddha, beni personali sacri di vari imperatori, tra cui Tenji, che vengono nascosti ed esposti in occasioni molto rare e speciali, oltre a una grande statua del Buddha Miroku (o Maitreya) al centro della sala. Il kondō fu costruito nel 1599, sostituendo l'originale costruito nel 672 e distrutto da Hideyoshi Toyotomi. Il Mii-dera ha anche un kannon-dō, una sala dedicato a Kannon il Bodhisattva della Compassione, costruito nel 1072.
Mii-dera è il quattordicesimo tempio in un pellegrinaggio di trentatré templi dedicati a Kannon, nella regione del Kansai.